# 林肯海姆-霍赫施泰滕
林肯海姆-霍赫施泰滕（德語：Linkenheim-Hochstetten）是德国巴登-符腾堡州的一个市镇。总面积23.60平方公里，总人口11984人，其中男性5932人，女性6052人（2011年12月31日），人口密度508人/平方公里。